# Зигмунт Крашински
Зѝгмунт Крашѝнски, с рождено име Наполѐон Станѝслав Лю̀двик Зѝгмунт Крашѝнски, герб Шлеповрон (на полски: Zygmunt Krasiński, пълно име: Napoleon Stanisław Adam Ludwik Zygmunt Krasiński; 19 февруари 1812 Париж – 23 февруари 1859, Париж) е полски поет и драматург, считан за един от тримата великите полски поети в епохата на романтизма наред с Адам Мицкевич и Юлиуш Словацки.

## Биография
Крашински е роден в шляхтишкото семейство на генерал граф Винценти Крашински и княгиня Мария Уршуля Радживил. Принадлежи към тази част на полската шляхта, която поддържа добри отношения с окупационните правителства. Бащата на поета е генерал на Наполеон I Бонапарт, а впоследствие – лоялен поданик на руския император.
Крашински изучава право във Варшава, а после в Женева, където се запознава с Адам Мицкевич. След 1829 г. живее в чужбина, най-вече във Франция и Италия. Крашински публикува голяма част от своите творби анонимно. Години наред води кореспонденция с най-различни лица, в това число и с доста властния си баща, чието влияние не успява напълно да избегне. Няколко тома с писма на Крашински са публикувани през 60-те и 70-те години на 20 в.
На 26 юли 1843 г. Крашински се жени за Елиза Браницка (1820 – 1876), полска графиня.

## Творчество
Зигмунт Крашински е един от тримата поети (заедно с Мицкевич и Словацки), считани за пророци на полския романтизъм. Той е по-консервативен от другите двама в социално-политическо отношение.
Сред ранните му произведения са:
- „Иридион“ (на полски: Irydion; 1833 – 1836) драма, която се отнася за времето на упадъка на Древен Рим
- „Ахай-Хан“ (на полски: Agaj-Han, 1834) исторически роман
- „Небожествена комедия“ (на полски: Nie-boska Komedia, 1835) драма

Драматичните произведения „Иридион“ и „Небожествена комедия“ са определяни като особено впечатляващи.  Макар да не споделя много от възгледите на Крашински, в своя „Курс по славянска история“ („Kurs literatur slowianskich“) Мицкевич разглежда „Небожествена комедия“ като една от най-великите драми от епохата на романтизма.
Сред лирическите произведения на Крашински най-голям интерес предизвиква философската и политическата поезия. Неговите месианистични философски възгледи са отразени особено в по-късните произведения като „Три мисли, останали от Хенрик Лигенза“ на полски: Trzy myśli pozostałe po Henryku Ligenzie (1840) и „Зазоряване“ на полски: Przedświt (1841 – 1843).
Авторът вижда Полша като „Христос на народите“, избраната нация, която според него трябва да бъде поведена от аристокрацията, чиито минали постижения я правят достойна за това дело.
През следващите години Крашински постоянно се връща към реторичните тонове на „Зазоряване“. Те присъстват в „Псалми на бъдещето“ на полски: Psalmach przyszłości (1845 – 1847), „Последният“ (1840 – 1847), „Resurecturis“ (Възкресение) (1851) и др. В най-популярното от тези произведения – римуваните трактати „Псалми на бъдещето“, Крашински критикува възгледите на демократично-революционния Хенрих Каменски, порицава антифеодалното движение и предсказанието за социална революция. Това предизвиква ответна реакция от страна на Юлиуш Словацки, който не споделя възгледите на Крашински и между двамата възниква литературен двубой.
Крашински е особено значима фигура за полската национална култура. Творбите му са превеждани на много чужди езици. Драматични произведения като „Иридион“ и „Небожествена комедия“ се поставят на сцена и до днес.